# Laluque
 Laluque  (en occitano La Luca) es una población y comuna francesa, situada en la región de Aquitania, departamento de Landas, en el distrito de Dax y cantón de Tartas-Ouest.

## Demografía
| 777 | 801 | 715 | 709 | 646 | 610 |
| Para los censos de 1962 a 1999 la población legal corresponde a la población sin duplicidades (Fuente: INSEE [Consultar]) |     |     |     |     |     |